# Лапицкий, Борис Антонович
Бори́с Анто́нович Лапи́цкий (пол. Borys Łapicki; 7 января 1889, Красноярск — 28 января 1974, Лодзь) — российский и польский учёный-правовед, доктор юридических наук, профессор, специалист по гражданскому и семейному праву, в разные годы профессор Саратовского университета, профессор римского и гражданского права в Демидовском юридическом лицее в Ярославле, имевшем статус университета..

## Биография
На 1918 год Б. А. Лапицкий являлся приват-доцентом, а затем профессором кафедры торгового права Демидовского юридического лицея в городе Ярославле.
После преобразования 21 января 1919 года Демидовского юридического лицея в Ярославский государственный университет, в 1920 году становится деканом юридико-политического отделения университета, где работает до 1921 года.
В 1921—1922 годах — профессор Саратовского государственного университета.
Эмигрировал в Польшу в 1922 году.
Вместе с семьей, через Ригу и Вильнюс, Лапицкий добрался до Польши в 1923 году, где сразу же начал научную работу. По рекомендации своего наставника Льва Петражицкого, Лапицкий начал работать в Свободном польском университете, где занял кафедру гражданского и римского права. Он также читал лекции по праву в Лодзинском филиале этого университета, основанном в 1928 году. В 1936/1937 учебном году Министерство религиозных конфессий и народного образования проверило академический состав Свободного университета. В результате Лапицкому было присвоено звание полного профессора. В 1938 году он стал одним из проректоров.

## Семья
- Дед — Лапицкий, Гектор[пол.] (1829—1904) — Минский воевода во время Польского восстания.
  - Отец — Антон Лапицкий (?-?) — железнодорожный инженер на строительстве Транссибирской железной дороги.
    - Сын — Лапицкий, Анджей (1924—2012) — польский актёр, режиссёр и театральный педагог, депутат Сейма Польши (1989—1991).
      - Внучка — Лапицкая, Зузанна[пол.] (1954—2018) — польская журналистка и телепродюсер, супруга польского актёра Даниэля Ольбрыхского.
        - Правнучка — Вероника (род. 1982) — проживает в США.

## Научная деятельность
В научные интересы Б. А. Лапицкого входило изучение проблем гражданского, наследственного и семейного права, обращался к вопросам возмещения морального вреда, выступал рецензентом различных научных публикаций, касающихся проблем гражданского права.

## Память
Его взглядам на римское право посвящён ряд научных публикаций в Польше. В 2014 году научная общественность Польши отметила два важных юбилея, посвященных памяти Бориса Лапицкого: 125 лет со дня его рождения и 40 лет со дня его смерти.

## Основные публикации
- Лапицкий Б. А. Указная доля супруги // Вопросы права: журнал научной юриспруденции. — М., 1912. — № X (2). — С. 159—193.
- Лапицкий Б. А. Преемство родителей // Вопросы права: журнал научной юриспруденции. — М., 1912. — № XII (4). — С. 78—112.
- Лапицкий Б. А. Ответчик по владельческому иску // Вестник права и нотариата. — М., 1912. — № 38. — С. 1164—1168.
- Лапицкий Б. А. С. А. Беляцкин. Война и правосудие. Москва, 1915; С. А. Беляцкин. Гражданский оборот и война. Петроград, 1915/ (Рецензия) // Юридический вестник. — М., 1915. — № XII (IV). — С. 177—180.
- Лапицкий Б. А. Вознаграждение за неимущественный вред // Сборник Ярославского государственного Университета. Выпуск 1: 1918-19 гг.. — Ярославль, 1920. — С. 107—134.